# Zohib Islam Amiri
Zohib Islam Amiri (Kabul, Afganistan, 2 de febrer de 1987) és un futbolista afganès. Juga de lateral esquerre i el seu equip actual és el New Radiant SC de les Maldives. És internacional amb la selecció absoluta afganesa. Sol portar la samarreta amb el número 3. És un dels jugadors amb més partits amb la seva selecció.

## Trajectòria
Zohib Islam va començar la seva carrera professional el 2005 al club Shoa F.C. El 2007 va ser transferit al seu actual equip, el Kabul Bank. En aquest període, es va refermar en l'equip nacional i és un dels futbolistes amb més partits de la selecció afganesa. Des de 2011 juga amb el Mumbai FC.

## Internacional
Zohib va debutar amb la selecció de futbol de l'Afganistan el 9 de novembre de 2005 en un amistós davant el Tadjikistan. El mateix any, va disputar 2 partits a la SAFF 2005 que tingué lloc al Pakistan. A més, va participar en la Copa Desafiament de l'AFC 2006 a Bangladesh, en les eliminatòries per la Copa Mundial de Futbol de 2010, en la SAFF 2008, en la Copa Desafiament de l'AFC 2008, en el Merdeka 2008 i en la SAFF 2009.